# 自由帝国主義
自由帝国主義（じゆうていこくしゅぎ、英語: Liberal Imperialism）は、イギリス自由党内の帝国主義論。19世紀末から20世紀初頭における、ハーバート・ヘンリー・アスキス、エドワード・グレイ、ローズベリー伯爵などのグループが「自由帝国主義者」と呼ばれている。

## 概要
イギリス自由党の自由帝国主義者らは、ウィリアム・グラッドストンの指導の下では時流に屈服すると考えた。更に自由党は全ての階級を包含すべきで、自由党の中で労働者階級を推進すべきとした。彼らはまた、自由党は「新しい帝国の精神」(the new Imperial spirit)から距離を置いたために中央の選挙で敗北したと主張した。彼らは自由党が存続するためには「清潔な候補者名簿」(clean slate)が必須と論じた。そして古い古典的自由主義は、「国民的効率」(National Efficiency)と帝国主義という新しい概念に道を譲るべきであると論じた。

## 参考資料
- H. C. G. Matthew, The Liberal Imperialists. The Ideas and Politics of a Post-Gladstonian Élite (Oxford: Oxford University Press, 1973).

## 関連資料
- Viscount Grey of Fallodon, Twenty Five Years. 1892-1916 (1925).
- R. B. Haldane, An Autobiography (1929).
- Robert Rhodes James, Rosebery (1963).
- J. A. Spender and Cyril Asquith, Life of Herbert Henry, Lord Oxford and Asquith (1932).
- Peter Stansky, Ambitions and Strategies (Oxford: Oxford University Press, 1964).